# Евергрін Тауншип (округ Коламбус, Північна Кароліна)
Евергрін Тауншип (англ. Evergreen) — переписна місцевість (CDP) в США, в окрузі Колумбус штату Північна Кароліна. Населення — 336 осіб (2020).

## Географія
Евергрін Тауншип розташований за координатами 34°24′53″ пн. ш. 78°54′41″ зх. д. / 34.41472° пн. ш. 78.91139° зх. д. (34.414818, -78.911430).  За даними Бюро перепису населення США в 2010 році переписна місцевість мала площу 9,99 км², уся площа — суходіл.

## Демографія
Згідно з переписом 2010 року, у переписній місцевості мешкало 420 осіб у 163 домогосподарствах у складі 112 родин. Густота населення становила 42 особи/км².  Було 199 помешкань (20/км²).
Расовий склад населення:
| - 51,4 % — білих - 47,4 % — чорних або афроамериканців |

До двох чи більше рас належало 0,5 %. Частка іспаномовних становила 0,7 % від усіх жителів.
За віковим діапазоном населення розподілялося таким чином: 25,2 % — особи молодші 18 років, 60,8 % — особи у віці 18—64 років, 14,0 % — особи у віці 65 років та старші. Медіана віку мешканця становила 43,0 року. На 100 осіб жіночої статі у переписній місцевості припадало 79,5 чоловіків;  на 100 жінок у віці від 18 років та старших — 80,5 чоловіків також старших 18 років.
За межею бідності перебувало 25,8 % осіб, у тому числі 17,3 % дітей у віці до 18 років та 19,6 % осіб у віці 65 років та старших.
Цивільне працевлаштоване населення становило 172 особи. Основні галузі зайнятості: освіта, охорона здоров'я та соціальна допомога — 20,3 %, будівництво — 15,1 %, публічна адміністрація — 13,4 %, виробництво — 12,2 %.